# Storbritanniens Grand Prix 1976
Storbritanniens Grand Prix 1976 var det nionde av 16 lopp ingående i formel 1-VM 1976.  

## Resultat
1. Niki Lauda, Ferrari, 9 poäng
2. Jody Scheckter, Tyrrell-Ford, 6
3. John Watson, Penske-Ford, 4
4. Tom Pryce, Shadow-Ford, 3
5. Alan Jones, Surtees-Ford, 2
6. Emerson Fittipaldi, Fittipaldi-Ford, 1
7. Harald Ertl, Hesketh-Ford
8. Carlos Pace, Brabham-Alfa Romeo
9. Jean-Pierre Jarier, Shadow-Ford

### Förare som bröt loppet
- Gunnar Nilsson, Lotus-Ford (varv 67, motor)
- Ronnie Peterson, March-Ford (60, bränslesystem)
- Brett Lunger, Surtees-Ford (55, växellåda)
- Patrick Depailler, Tyrrell-Ford (47, motor)
- Carlos Reutemann, Brabham-Alfa Romeo (46, oljetryck)
- Arturo Merzario March-Ford (39, motor)
- Clay Regazzoni, Ferrari (36, oljetryck)
- Jacques Laffite, Ligier-Matra (31, upphängning)
- Vittorio Brambilla, March-Ford (22, olycka)
- Henri Pescarolo, BS Fabrications (Surtees-Ford) (16, bränslesystem)
- Chris Amon, Ensign-Ford (8, vattenläcka)
- Mario Andretti, Lotus-Ford (4, tändning)
- Jochen Mass, McLaren-Ford (1, koppling)
- Hans-Joachim Stuck, March-Ford (0, olycka)
- Guy Edwards, Hesketh-Ford (0, olycka)

### Förare som diskvalificerades
- James Hunt, McLaren-Ford (varv 76, använde reservbil vid omstart)

### Förare som ej kvalificerade sig
- Jacky Ickx, Wolf-Williams-Ford
- Divina Galica, Shellsport/Whiting (Surtees-Ford)
- Mike Wilds, Team P R Reilly (Shadow-Ford)
- Lella Lombardi, RAM (Brabham-Ford)